# Daniel Bovet
Daniel Bovet (ur. 23 marca 1907 w Neuchâtel, zm. 8 kwietnia 1992 w Rzymie) – włoski farmakolog i fizjolog pochodzenia szwajcarskiego, noblista.

## Życiorys
Był synem Pierre'a Bovet, szwajcarskiego pedagoga, profesora Uniwersytetu w Genewie i jego żony Amy Babut. Daniel Bovet uczęszczał do genewskiej szkoły średniej, następnie studiował na tamtejszym uniwersytecie. W 1929 roku uzyskał stopień doktora na Uniwersytecie Genewskim, po czym wyjechał do Paryża, gdzie podjął pracę w Instytucie Pasteura.
Od 1939 roku kierował Laboratorium Chemii Terapeutycznej w Instytucie Pasteura. Współpracował tam z Ernestem Fourneau. W 1947 roku został zaproszony przez Domenico Marottę, dyrektora Istituto Superiore di Sanità w Rzymie do zorganizowania tam Laboratorium Chemioterapii. We Włoszech osiadł na stałe i przyjął włoskie obywatelstwo. Ożenił się ze swoją współpracowniczką Nicoletą Nitti, córką Francesca Nitti. W 1964 roku został profesorem farmakologii na Uniwersytecie w Sassari na Sardynii. W latach 1969–1971 kierował laboratorium psychobiologii i psychofarmakologii Consiglio Nazionale delle Ricerche (Narodowej Rady Badawczej). W 1971 roku objął stanowisko profesora psychobiologii na Uniwersytecie Rzymskim „La Sapienza”.

## Praca naukowa
W 1937 roku, podczas pracy w Instytucie Pasteura, Bovet odkrył pierwszą substancję, działającą jak lek przeciwhistaminowy w leczeniu reakcji alergicznych. Pracując w Istituto Superiore di Sanità interesował się kurarą jako środkiem powodującym wiotczenie mięśni, wykorzystywanym podczas zabiegów chirurgicznych. Kurara była substancją drogą, a ponadto jej działanie nie było w pełni przewidywalne. Bovet zsyntetyzował liczne substancje o działaniu zbliżonym do kurary, dwie z nich: gallamina oraz sukcynylochinolina weszły do szerokiego zastosowania. Jego prace dotyczyły także modyfikacji równowagi hormonalnej oraz różnych aspektów farmakologii ośrodkowego układu nerwowego (m.in leków przeciw chorobie Parkinsona, środków uspokajających).
W roku 1957 otrzymał Nagrodę Nobla w dziedzinie fizjologii lub medycyny za odkrycia dotyczące syntetycznych związków, które hamują działanie pewnych substancji w organizmie i szczególnie do ich działania na system krwionośny i mięśnie szkieletowe.